# Écu

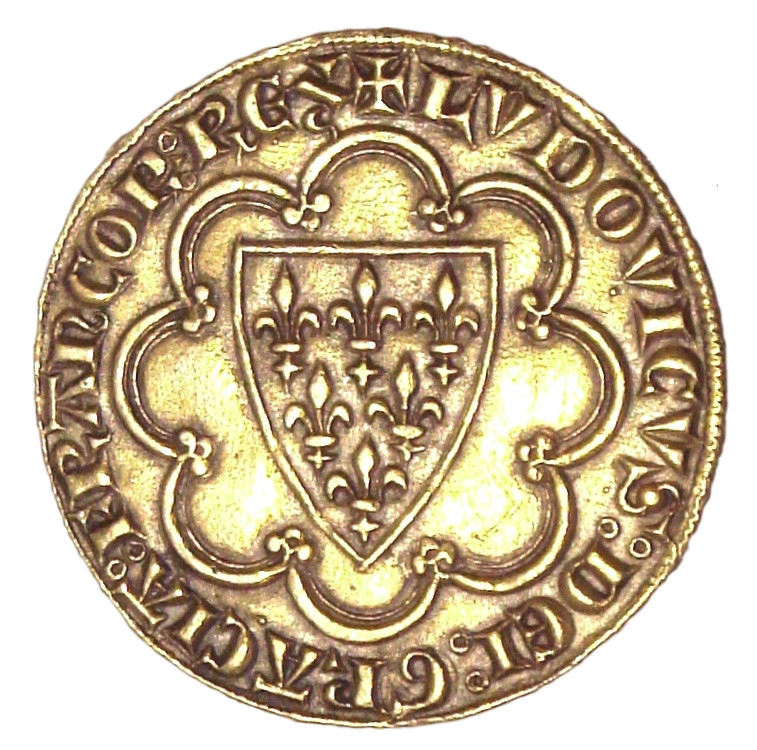
Đồng vàng Écu đầu tiên do Louis IX của Pháp phát hành năm 1266.

Thuật ngữ écu (phát âm tiếng Pháp: [eky]), được dùng để chỉ một trong số các đồng xu của Pháp. Đồng écu đầu tiên là đồng tiền bằng vàng (écu d'or) được đúc dưới triều đại Louis IX của Pháp, vào năm 1266. Giá trị của đồng écu thay đổi đáng kể theo thời gian, và đồng xu được đức bằng bạc (được gọi là écu d'argent) cũng được phát hành.
Écu (từ tiếng Latinh: scutum) có nghĩa là cái khiên, và đồng xu được gọi như vậy vì thiết kế của nó có quốc huy Pháp. Từ này có liên quan đến Tiếng Catalunya escut, tiếng Ý scudo hoặc tiếng Bồ Đào Nha escudo. Trong tiếng Anh, écu thường được gọi là crown (vương miện).

### Écu d'or

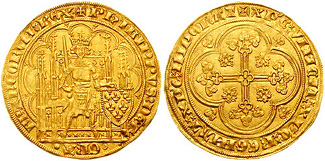
écu a la chaise của Vua Philip VI

## Lịch sử